# 阿拉斯加州行政区划
美国阿拉斯加州下轄的行政區有建制自治市鎮及人口普查區域兩類。美国阿拉斯加州共分為十九個建制自治市鎮及一個非建制自治市鎮。阿拉斯加州和路易斯安那州是美國唯二不稱縣級行政區為「縣」（County）的州份，其中前者稱其為「自治市鎮」（Borough），而後者則稱其為「堂区」（Parishes）。
該州許多人口稠密的地區都是阿拉斯加州下轄的建制自治市鎮的一部分，而建制自治市鎮與其他州的縣相似。然而，與其他49個州的縣級行政區不同，建制自治市鎮不覆蓋該州的所有陸地區域；不屬於任何建制自治市鎮的區域被稱為「非建制自治市鎮」。美国人口调查局与阿拉斯加州州政府将非建制自治市鎮大体依选区分界分为十个人口普查區域（Census Area）。然而，人口普查區域並無其所屬區域的政府，並只有呈現人口數據的功能。
阿拉斯加州下轄六个市县合一自治市鎮，包括州治朱諾、史凯威、锡特卡、亞庫塔特、兰格尔和州最大城市安克拉治。雖然安克拉治的法定名稱為「安克拉治自治体」（Municipality of Anchorage），但阿拉斯加州法律將其視為市县合一自治市鎮。
由美国人口调查局用作區別州縣的聯邦資訊處理標準（FIPS）55-2,3,4代碼亦在以下列表中列出。阿拉斯加州的FIPS代碼是02，故下述FIPS代碼的格式為「02XXX」（略去前缀）。各县级行政区的FIPS代碼皆有連結連至该县级行政区的人口数据页。

## 自治市鎮列表
| 自治市鎮                    | FIPS代码 | 首府         | 級別         | 成立年份           | 英文名稱 | 備注                                                                                 | 人口    | 面积                                | 地图                                               |
| --------------------------- | -------- | ------------ | ------------ | ------------------ | -------- | ------------------------------------------------------------------------------------ | ------- | ----------------------------------- | -------------------------------------------------- |
| 東阿留申自治市鎮            | 013      | 沙點         | 二級         | 1987               |          | -                                                                                    | 3,141   | 6,988平方英里 （18,099平方公里）    | 標示出東阿留申自治市鎮Borough位置的地圖            |
| 安克拉治                    | 020      | （市县合一） | 統一地方自治 | 1964（1975年合并） |          | -                                                                                    | 291,826 | 1,697平方英里 （4,395平方公里）     | 標示出安克拉治位置的地圖                           |
| 布里斯托灣自治市鎮          | 060      | 纳克内克     | 二級         | 1962               |          | -                                                                                    | 997     | 505平方英里 （1,308平方公里）       | 標示出布里斯托灣自治市鎮Borough位置的地圖          |
| 迪納利自治市鎮              | 068      | 希利         | 地方自治     | 1990               |          | -                                                                                    | 1,826   | 12,750平方英里 （33,022平方公里）   | 標示出迪納利自治市鎮Borough位置的地圖              |
| 費爾班克斯-北極星自治市鎮   | 090      | 費爾班克斯   | 二級         | 1964               |          | -                                                                                    | 97,581  | 7,366平方英里 （19,078平方公里）    | 標示出費爾班克斯-北極星自治市鎮Borough位置的地圖   |
| 海恩斯自治市鎮              | 100      | （市县合一） | 地方自治     | 1968（2002年合并） |          | -                                                                                    | 2,508   | 2,344平方英里 （6,071平方公里）     | 標示出海恩斯自治市鎮Borough位置的地圖              |
| 朱諾                        | 110      | （市县合一） | 統一地方自治 | 1970               |          | -                                                                                    | 31,275  | 2,716平方英里 （7,034平方公里）     | 標示出朱諾位置的地圖                               |
| 基奈半島自治市鎮            | 122      | 索尔多特纳   | 二級         | 1964               |          | -                                                                                    | 55,400  | 16,013平方英里 （41,473平方公里）   | 標示出基奈半島自治市鎮Borough位置的地圖            |
| 克奇坎門自治市鎮            | 130      | 克奇坎       | 二級         | 1963               |          | -                                                                                    | 13,477  | 4,840平方英里 （12,536平方公里）    | 標示出克奇坎門自治市鎮Borough位置的地圖            |
| 科迪亞克島自治市鎮          | 150      | 科迪亚克     | 二級         | 1963               |          | -                                                                                    | 13,592  | 6,560平方英里 （16,990平方公里）    | 標示出科迪亞克島自治市鎮Borough位置的地圖          |
| 湖泊-半島自治市鎮           | 164      | 帝王鮭       | 地方自治     | 1989               |          | -                                                                                    | 1,631   | 23,782平方英里 （61,595平方公里）   | 標示出湖泊-半島自治市鎮Borough位置的地圖           |
| 馬塔努斯卡-蘇西特納自治市鎮 | 170      | 帕尔默       | 二級         | 1964               |          | -                                                                                    | 88,995  | 24,682平方英里 （63,926平方公里）   | 標示出馬塔努斯卡-蘇西特納自治市鎮Borough位置的地圖 |
| 北坡自治市鎮                | 185      | 烏特恰維克   | 地方自治     | 1972               |          | -                                                                                    | 9,430   | 88,817平方英里 （230,035平方公里）  | 標示出北坡自治市鎮Borough位置的地圖                |
| 西北-北極自治市鎮           | 188      | 科策布       | 地方自治     | 1986               |          | -                                                                                    | 7,523   | 35,898平方英里 （92,975平方公里）   | 標示出西北-北極自治市鎮Borough位置的地圖           |
| 彼得堡自治市镇              | 195      | 彼得堡       | 地方自治     | 2013               |          | -                                                                                    | 3,815   | 3,829平方英里 （9,917平方公里）     | 標示出彼得堡自治市镇Borough位置的地圖              |
| 锡特卡                      | 220      | （市县合一） | 統一地方自治 | 1971               |          | -                                                                                    | 8,881   | 2,874平方英里 （7,444平方公里）     | 標示出锡特卡位置的地圖                             |
| 史凯威                      | 230      | （市县合一） | 一級         | 2007               |          | -                                                                                    | 968     | 452平方英里 （1,171平方公里）       | 標示出史凯威位置的地圖                             |
| 非建制自治市鎮              | -        | -            | -            | 1961               |          | 管轄阿拉斯加州州内未由建制自治市鎮管轄的地方，屬於法人組織；由阿拉斯加州州政府直管。 | 74,334  | 323,440平方英里 （837,706平方公里） | 標示出非建制自治市鎮Borough位置的地圖              |
| 兰格尔                      | 275      | （市县合一） | 統一地方自治 | 2008               |          | -                                                                                    | 2,369   | 2,570平方英里 （6,656平方公里）     | 標示出兰格尔位置的地圖                             |
| 亞庫塔特                    | 282      | （市县合一） | 地方自治     | 1992               |          | -                                                                                    | 662     | 7,650平方英里 （19,813平方公里）    | 標示出亞庫塔特位置的地圖                           |

## 非建制自治市鎮人口普查區域列表

阿拉斯加州地圖，紅色部分為非建制自治市鎮

非建制自治市鎮是阿拉斯加州中不被19個建制自治市鎮中的任何一個管轄的地方，佔地320,137平方英里（829,150平方）。阿拉斯加州共有74,334人居於非建制自治市鎮。
阿拉斯加州是美國唯一一個並非全境劃分為縣級行政區的州份。美國人口普查局在1980年的人口普查開始將非建制自治市鎮分為12個人口普查區域，以便在廣闊的非建制自治市鎮進行人口普查。隨著新自治市鎮的設立，部分的人口普查區域已被更動或撤銷，以符合实況。
阿拉斯加州非建制自治市鎮現時共有十個人口普查區域：
| 人口普查區域              | FIPS代码 | 最大城鎮 （截至2000年） | 英文名稱 | 人口   | 面积                                | 地图                                                 |
| ------------------------- | -------- | ----------------------- | -------- | ------ | ----------------------------------- | ---------------------------------------------------- |
| 西阿留申人口普查區        | 016      | 乌纳拉斯卡              |          | 5,561  | 4,397平方英里 （11,388平方公里）    | 標示出西阿留申人口普查區Census Area位置的地圖        |
| 貝塞爾人口普查區          | 050      | 伯特利                  |          | 17,013 | 40,633平方英里 （105,239平方公里）  | 標示出貝塞爾人口普查區Census Area位置的地圖          |
| 楚加奇人口普查区          | 063      | 瓦尔迪兹                |          | 6,734  | 9,530平方英里 （24,683平方公里）    | 標示出楚加奇人口普查区Census Area位置的地圖          |
| 铜河人口普查区            | 066      | 格倫納倫                |          | 2,764  | 24,692平方英里 （63,952平方公里）   | 標示出铜河人口普查区Census Area位置的地圖            |
| 迪靈漢人口普查區          | 070      | 迪林厄姆                |          | 4,847  | 18,675平方英里 （48,368平方公里）   | 標示出迪靈漢人口普查區Census Area位置的地圖          |
| 胡納-安貢人口普查區       | 105      | 霍纳                    |          | 2,150  | 7,444平方英里 （19,280平方公里）    | 標示出胡納-安貢人口普查區Census Area位置的地圖       |
| 库兹瓦克人口普查区        | 158      | 胡珀湾                  |          | 7,459  | 17,194平方英里 （44,532平方公里）   | 標示出库兹瓦克人口普查区Census Area位置的地圖        |
| 諾姆人口普查區            | 180      | 诺姆                    |          | 9,492  | 23,001平方英里 （59,572平方公里）   | 標示出諾姆人口普查區Census Area位置的地圖            |
| 威尔士亲王-海德人口普查区 | 198      | 克雷格                  |          | 5,559  | 3,760平方英里 （9,738平方公里）     | 標示出威尔士亲王-海德人口普查区Census Area位置的地圖 |
| 東南費爾班克斯人口普查區  | 240      | 德爾塔納                |          | 7,029  | 24,814平方英里 （64,268平方公里）   | 標示出東南費爾班克斯人口普查區Census Area位置的地圖  |
| 育空-科尤庫克人口普查區   | 290      | 育空堡                  |          | 5,588  | 145,900平方英里 （377,879平方公里） | 標示出育空-科尤庫克人口普查區Census Area位置的地圖   |

### 其他來源
- Division of Community and Regional Affairs, Alaska Department of Commerce, Community and Economic Development

- Local Government On-Line, Division of Community and Regional Affairs, Alaska Department of Commerce, Community and Economic Development

- . Local Government On-Line, Division of Community and Regional Affairs, Alaska Department of Commerce, Community and Economic Development. 2003-09-15  [2018-01-05]. （原始内容存档于2018-01-05）.

-  (PDF). Local Boundary Commission, Division of Community and Regional Affairs, Alaska Department of Commerce, Community and Economic Development. 1994-02-25  [2008-07-16].

- . Official Borough Websites. CountyState.Info.   [2007-09-13]. （原始内容存档于2007-10-27）.